# Griñón
Griñón – miasto w Hiszpanii w południowo-zachodniej części wspólnoty autonomicznej Madryt, w odległości 31 km od Madrytu. Griñón znajduje się w południowo-zachodniej części wspólnoty Madrytu, w regionie zwanym La Sagra.

## Atrakcje turystyczne
- Kościół parafialny pw. Matki Bożej Wniebowzięcia
- Drewniany barokowy ołtarz w kościele

W mieście znajduje się także: boisko do gry w piłkę nożną, korty tenisowe, kryty basen, siłownia, spa, baseny termalne – tzw. Termas de Griñón.